# Джон Ховън
Джон Хенри Ховън III е американски политик – губернатор на щата Северна Дакота, САЩ от декември 2000 г.
Преди да бъде избран за губернатор, Ховън е работил като президент на единствената държавна банка в САЩ – Банката на Северна Дакота – от 1993 до 2000 г.
1. ↑  www.workwithdata.com //   Посетен на 13 ноември 2024 г.